# William Hayter
William Goodenough Hayter, KCMG (* 1. August 1906 in Oxford; † 28. März 1995) war ein britischer Diplomat, der unter anderem zwischen 1953 und 1957 Botschafter in der Sowjetunion war. Darüber hinaus fungierte er zwischen 1958 und 1976 als Aufseher (Warden) und damit als Leiter des New College der University of Oxford.

## Leben
William Goodenough Hayter, Sohn des gleichnamigen Richters Sir William Goodenough Hayter und dessen Ehefrau Alethea Slessor, war der ältere Bruder der Schriftstellerinnen Priscilla Napier und Alethea Hayter sowie ein Cousin des Marshal of the Royal Air Force John Slessor, der zwischen 1950 und 1952 als Chief of the Air Staff Chef des Stabes der Royal Air Force (RAF) war. Er selbst absolvierte nach dem Besuch des renommierten 1382 gegründeten Winchester College ein grundständiges Studium am New College der University of Oxford. Danach war er zunächst Laming Travelling Fellow am Queen’s College der University of Oxford und trat 1930 in den diplomatischen Dienst (HM Diplomatic Service) des Außenministeriums (Foreign Office) ein.
Nach zahlreichen verschiedenen Verwendungen an Auslandsvertretungen sowie im Außenministerium war Hayter nach Ende des Zweiten Weltkrieges zwischen 1945 und 1946 Leiter des Referats Süd (Head of Southern Department, Foreign Office), das 1933 gegründet wurde und für Italien, Österreich, die Tschechoslowakei, Ungarn und die Balkanstaaten zuständig war. Anschließend fungierte er von 1946 bis 1948 im Außenministerium als Leiter des Referats für die Verbindungen zu den Streitkräften (Head of Services Liaison Department, Foreign Office), das auch zuständig war für die Beziehungen zum Kriegsministerium (War Office) und zu den sonstigen Verteidigungsdienststellen. Für seine Verdienste wurde er 1948 Companion des Order of St Michael and St George (CMG). Im Anschluss fungierte er im Außenministerium von 1948 bis 1949 als Assistierender Unterstaatssekretär für Verteidigung und Nachrichtendienste (Assistant Under-Secretary for Foreign Affairs (Defence and Intelligence)).
1949 wurde William Hayter Gesandter an der Botschaft in Frankreich und verblieb bis 1953 auf diesem Posten. Am 1. Mai 1953 wurde er zum Knight Commander des Order of St Michael and St George (KCMG) geschlagen, so dass er fortan den Namenszusatz „Sir“ führte. Als Nachfolger von Alvary Gascoigne wurde er 1953 Botschafter in der Sowjetunion und bekleidete diese Funktion bis 1957, woraufhin Patrick Reilly seine dortige Nachfolge antrat. Er selbst wiederum löste Patrick Reilly ab und war nach seiner Rückkehr von 1957 bis 1958 Stellvertretender Unterstaatssekretär für Politische Angelegenheiten des Außenministeriums (Deputy Under-Secretary for Foreign Affairs (Political)).
Nach seinem Ausscheiden aus dem diplomatischen Dienst wurde Sir William Hayter 1958 als Nachfolger des Philosophen Alic Halford Smith Aufseher (Warden) und damit Leiter des New College der University of Oxford und hatte diese Position bis zu seiner Ablösung durch Arthur Hafford Cooke 1976 inne. Daraufhin wurde ihm der Titel eines Ehrengelehrten (Honorary Fellow) des New College verliehen.